# Juan Fernández (marí)
Juan Fernández (Cartagena, Espanya, 1528/1530-Santiago, Xile, 1599) fou un marí espanyol, descobridor de l'arxipèlag Juan Fernández juntament amb Hernando de Lamero i Juan Jufré.

## Biografia
Va ser pilot major i capità. Vorejar les costes Occidentals d'Amèrica del Sud. Va descobrir les illes San Félix i San Ambrosio i l'arxipèlag Juan Fernández entre 1563 i 1574.
Navegant més lluny de la costa trobar una nova ruta marítima que evitava el Corrent de Humboldt (1583), escurçant el temps de viatge de la ruta nord - sud d'Entre Callao (Perú) i Valparaíso (Xile), sent el temps total del trajecte de 30 dies en comptes de sis mesos.
El 1564, després de més de tres lustres d'experiència en el Callao - Valparaíso - Callao, assolir el rècord ja esmentat, a part d'haver vist l'arxipèlag que després l'immortalitzaria, el 22 de novembre de l'esmentat any, front una distància de 10 milles marines i en circumstàncies que servia de contramestre del galió Nuestra Señora de los Remedios.